# 두 사람의 소원
〈두 사람의 소원〉(일본어: ふたりの願い 후타리노네가이[*])는 코마츠 미호의 열여덟 번째 싱글이다.

## 개요
- 스태프의 제안으로 데모 제작 시점부터 오랜기간 지나온 곡이며, 성장을 계속하고 있던 소리는 자신 속에서 자장가 같은 존재가 됐다고 하는 러브 발라드.
- 싱글에서는 스트레오 수록되어있는 것에 대해서 베스트 음반 《코마츠 미호 베스트: once more》에서는 모노로 되어있다. 베스트 음반에도 기재되지 않고 발매 직후 공식 사이트에 주해됐을 뿐이였다.

## 수록곡
1. 두 사람의 소원(ふたりの願い)
  - 작사 · 작곡: 코마츠 미호, 편곡: 코바야시 사토루

닛폰 TV계 《AX MUSIC-TV》 AX POWER PLAY #026 (여는 곡)
2. 벚꽃이 춤출 무렵(桜が舞うころ)
  - 작사 · 작곡: 코마츠 미호, 편곡: 오가 요시노부
3. 두 사람의 소원 (instrumental)
4. 벚꽃이 춤출 무렵 (instrumental)